# Елдеж
Елдеж — деревня в составе Нахратовского сельсовета Воскресенского района Нижегородской области России. На 2017 год в Елдеже числится 5 улиц.

## География
Елдеж расположен примерно в 27 километрах (по шоссе) южнее райцентра Воскресенское, на безымянном правом притоке реки Хмелевая, высота центра селения над уровнем моря — 112 м. Транспортное сообщение осуществляется по региональной автодороге 22Н-1641 «Калиниха — Елдеж — Орехи».

## Название
Название-патроним: от марийского или татарского имени Елдаш, означающего «друг, спутник, товарищ».

## Население
| 1999 | 2002 | 2010 |
| ---- | ---- | ---- |
| 215  | ↘186 | ↘174 |

## Известные жители
- Николай Сергеевич Толстой — помещик и краевед Воскресенского края Нижегородской губернии, оставивший важные сведения об истории Воскресенского района[9].